# Kızılseki, Bucak
Kızılseki là một xã thuộc huyện Bucak, tỉnh Burdur, Thổ Nhĩ Kỳ. Dân số thời điểm năm 2010 là 625 người.